# Rodelle
Rodelle är en kommun i departementet Aveyron i regionen Occitanien i södra Frankrike. Kommunen ligger  i kantonen Bozouls som ligger i arrondissementet Rodez. År 2022 hade Rodelle 1 097 invånare.

## Befolkningsutveckling
Antalet invånare i kommunen Rodelle
Referens: INSEE